# 新沙洞
新沙洞（：／ Sinsa dong */?）是韓國首爾特別市江南區西北部的行政洞兼法定洞，東鄰狎鷗亭洞，西部接壤瑞草區蠶院洞，北部與龍山區漢南洞及城東區玉水洞隔漢江相望。由於該洞有漢南大橋連接漢江北岸的城東區，是來往首爾江北南地區的門戶之一，因此洞內以流動人口為主，有眾多百貨公司進駐。洞內住屋方面亦以獨立屋、公寓為主。

## 名稱由來
「新沙」一名取至昔日座落於漢江南岸一帶的兩個自然村落新村（새말）和沙平（사평）的頭兩個字，相傳沙平由於該村沿岸有漢江沖刷的沙泥而得名。
自高麗時代起，當地已有一間名為「沙平院」（사평원）的客棧，鄰近市集，附近亦有來往漢江南北岸的渡輪沙平渡（사평도）。後來由於日治時期大正十四年（1925年）七月的乙丑年大洪水，使村落被淹平，只剩下洪水沖刷的沙泥，正好呼應「沙平」此名。

## 歷史
在朝鮮王朝至日治初期，新沙洞一帶原屬京畿道廣州郡彥州面新村（새말）及沙平里（사평리）。
日治時期的大正十三年（1924年），新村與沙平里合併為新沙里（신사리），是「新沙」一名首次出現。
1963年1月1日 - 新沙里從廣州郡彥州面被編入至首爾特別市範圍內
1970年5月18日 - 新沙里改稱為新沙洞
1973年7月1日 - 新沙洞由首爾城東區嶺東出張所管轄
1975年10月1日 - 新沙洞升格至江南區一部分

## 外部連結
新沙洞住民中心官方網站 （页面存档备份，存于）